# Compañía de Emden

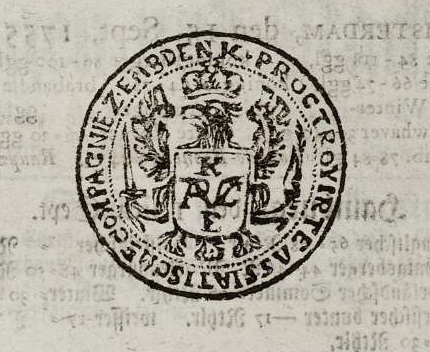
Sello de la Compañía (KPAC)

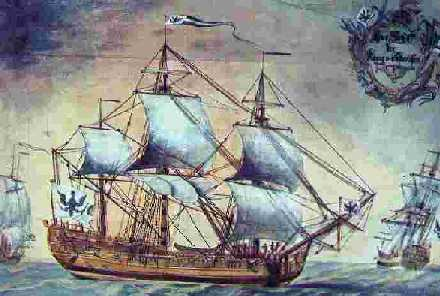
La fragata Rey de Prusia, de Emden

La Compañía de Emden fue una compañía privilegiada establecida en 1752 para comerciar con la ciudad de Cantón en China.
Su nombre completo fue era el Real Compañía Prusiana Asiática en Emden a Cantón y China (Königlich Preußische Asiatische Compagnie en Emden nach Lado und China), pero se le conoce normalmente por el nombre más corto de Compañía de Emden dado que estaba basada en ese puerto. Eso fue posible gracias a la anexión prusiana del puerto de Emden en 1744, que les abrió las aguas del Mar del Norte. Frederico el Grande estableció la compañía esperando dar a Prusia una participación en el valioso comercio asiático similar a la que tenían la Compañía Británica de las Indias Orientales o la Compañía Neerlandesa de las Indias Orientales.
A pesar de que la pequeña compañía fue muy exitosa y nunca perdió ninguno de sus cuatro barcos, el negocio fue arruinado por el estallido de la guerra de los siete años. Durante el conflicto, Emden fue ocupado por tropas francesas en 1757 como parte de la Invasión de Hanover.

## Razón de su fundación
El pensamiento económico en Europa en el siglo XVIII estaba dominado por el mercantilismo. Como una de las consecuencias más importantes de esta doctrina, cada país buscaba que los bienes importados de Asia fueran importados por una compañía comercial nacional. En un sentido mercantilista, una nación se debilitaba cuando compraba bienes como tabaco, especias y té a una gran compañía extranjera, pues demasiado capital nacional fluiría hacia el extranjero. Para evitarlo, parecía necesario que cada estado tuviera su propia empresa comercial. Reyes y mercaderes de países como Dinamarca, Suecia y Austria exigieron el establecimiento de compañías comerciales en dirección a Asia con referencia a estas teorías mercantilistas.
Las empresas más antiguas de Europa, como la Compañía Británica de las Indias Orientales o la Compañía Holandesa de las Indias Orientales, trataron de proteger sus monopolios en el comercio con los diferentes países de la India tratando de perjudicar a los nuevos competidores. En 1731, por ejemplo, la exitosa Compañía de Ostende establecida en el Flandes Austríaco fue disuelta por las intrigas políticas de las potencias marítimas.
El Reino de Prusia, que se convirtió en una gran potencia europea durante este tiempo, fue gobernado por el rey Federico II desde 1740, hizo fundar la Compañía Prusiano-Asiática y al obtener un puerto en el Mar del Norte, Embda, estableció ahí su sede.

## Constitución y emisión de acciones
Después de la anexión de Frisia Oriental a Prusia en 1744, la economía prusiana tuvo acceso al Mar del Norte y, por lo tanto, al comercio de ultramar con el puerto de Emda. El 1 de agosto de 1750, Federico II había concedido al comerciante de Ámsterdam Heinrich Thomas Stuart el privilegio real (octroi), que le permitía comerciar entre Embda y China con barcos bajo bandera prusiana hasta 1770. El comercio con China valdría la pena, ya que las antiguas compañías comerciales de las Indias Orientales no habían logrado establecer una posición de monopolio en el poderoso Imperio Chino. Los comerciantes chinos también podían suministrar productos que eran muy populares en Europa: té, porcelana y seda. Sin embargo, a los barcos europeos solo se les permitió anclar en el puerto de la ciudad de Cantón, en el sur de China.
El 24 de mayo de 1751, el rey de Prusia asistió a la reunión fundacional de la Real Compañía Prusiana Asiática (KPAC), que se especializaría en el comercio con India y China y cuyo capital era proporcionado principalmente por accionistas holandeses y franceses. El interés en las acciones era grande, por lo que se suscribieron 482 acciones de 500 táleros cada una (= 241,000 táleros) el día de la fundación. Uno de los principales accionistas era la casa bancaria y comercial Splitgerber & Daum en Berlín. Sin embargo, el 50% del capital era de propiedad holandesa. El mayor participante fue el influyente banquero Emmanuel van Ertborn de Amberes con 705 acciones. Como muchos otros empresarios flamencos, Van Ertborn buscaba nuevos modelos de negocio tras la disolución de la Compañía Flamenca de las Indias Orientales.
El 24 de mayo de 1751, el rey concedió un privilegio a un grupo de donantes prusianos, flamencos y holandeses. Estos accionistas mayoritarios estuvieron representados en Embda por dos directores generales: el alcalde Jacob de Pottere y el concejal de Comercio Johann Gottfried Teegel. A la nueva compañía comercial se le otorgó el monopolio del viaje comercial entre China y Prusia. Además, el privilegio permitió concluir tratados con príncipes asiáticos extranjeros en nombre del rey Federico. A los barcos de la compañía se les permitió ondear el pabellón real, la bandera prusiana con el águila, la espada y el cetro, desde los mástiles.
En 1752, la Real Compañía Prusiana Asiática (KPAC) ya contaba con un capital de 861,000 táleros, repartidos en 1722 acciones.
El objetivo de la empresa era importar productos extranjeros como té, porcelana, seda, especias, algodón y medicinas. Con el fin de promover aún más el proyecto, el rey había declarado el puerto de Embda como puerto franco el 15 de noviembre de 1751, por lo que todas las mercancías estaban exentas de derechos de aduana.

## De Embda a China
El primer viaje de un barco de la compañía, el Könnig von Preussen, fue todo un éxito. Condujo a través de Java a Cantón, desde donde el barco regresó a Embda en julio de 1753. El cargamento de regreso consistía en té, seda cruda, porcelana y varios productos medicinales y fue subastado en Embda en agosto de 1753 en presencia del elector de Colonia Clemente Augusto de Baviera.
Ya el 9 de septiembre de 1752, el segundo buque de la compañía, la fragata Burg von Emden, equipada con cañones de veintiséis libras, seis de tres libras y doce de media libra, comenzó el largo viaje a China. Entre la tripulación de 118 personas se encontraba Jean François Michel de Malinas, comerciante asistente y agente del accionista mayoritario Emmanuel van Ertborn. Durante el viaje de Embda a China, escribió un diario de viaje: Journal de voiage à la Chine et courte description de la ville d'Embden. Gracias a las anotaciones precisas en el diario, podemos reconstruir el viaje a China día a día.
El Burg von Emden ancló el 30 de mayo de 1753 en la desembocadura del río de las Perlas, a cuatro millas de la ciudad de Cantón en China. A principios de diciembre de 1753, el barco zarpó de nuevo y llegó sano y salvo a la rada de Embda el 28 de mayo de 1754. 575,214 libras de fino té fueron cargadas en sus habitaciones, pero también se trajeron zinc, seda y porcelana. El flete fue subastado en Embda con una gran ganancia.
Un total de otros dos barcos partieron de Embda hacia China en los años posteriores a 1753, y solo uno de ellos sufrió daños menores cuando encalló cerca de Borkum en el viaje de regreso. En vista de los muchos peligros que entrañaba el comercio exterior en ese momento, este fue un logro considerable.
El comienzo de la Guerra de los Siete Años en 1756 llevó al declive de la compañía comercial. Cuando las tropas francesas entraron en Frisia Oriental, el director de la compañía comercial, Johann Gottfried Teegel, huyó a Delfzijl, en los Países Bajos, con el Könnig von Preussen y el capital líquido de la empresa. Otros dos barcos (el Burg von Emden y el Prinz von Preußen) fueron desaparejados en Embda, mientras que el barco más joven de la compañía, el Prinz Ferdinand, llegó de Cantón al puerto inglés de Plymouth, donde se vendieron barcos y carga.
Tras el final de la Guerra de los Siete Años, Federico II disolvió la compañía en 1765. Además de su capital desembolsado y 500 táleros, los accionistas recibían un dividendo anual del dos por ciento.